# Acanthops tuberculatus
Acanthops tuberculatus es una especie de mantis de la familia Acanthopidae.

## Distribución geográfica
Se encuentra en Brasil, Costa Rica, Guayana Francesa,  Perú y Venezuela.